# Arsenal (opera)
Arsenal (v ukrajinském originále Арсенал) je historicko-revoluční opera o třech dějstvích a sedmi obrazech ukrajinského skladatele Heorhije Majborody. Libreto napsali Oleksandr Stepanovyč Levada (1909–1995) a Andrij Samijlovič Malyško (1919–1970).

## Vznik a charakterizace opery
Heorhij Majboroda napsal operu Arsenal nedlouho po své první, příznivě přijaté opeře Mylana, která měla premiéru roku 1957. Arsenal u skladatele objednalo kyjevské operní divadlo k ukrajinské dekádě v roce 1960. Libreto napsali dramatik a scenárista O. S. Levada a básník A. S. Malyško, který byl mj. libretistou jedné z dobově nejúspěšnějších oper oslavujících hrdinství za 2. světové války, Mejtusovy Mladé gardy. Námětem se stala jedna z epizod občanské války na Ukrajině, respektive v Kyjevě, kdy 29. ledna roku 1918 vypuklo bolševiky zorganizované povstání proti Centrální radě složené z různých proudů občanské společnosti. Jeho střediskem byla muniční továrna „Arsenal“. Povstání bylo sice po několika dnech potlačeno oddíly Centrální rady vedenými Symonem Petljurou, oslabená republikánská obrana Kyjeva však bezprostředně poté podlehla postupujícímu bolševickému vojsku. Levadovo a Malyškovo libreto není bez značných nedostatků ve stavbě děje, poskytlo však skladateli dva vhodně kombinované materiály: na jedné straně široké historicko-epické plátno zachycující mnoho barvitých prostředí, na druhé straně lyricko-psychologické drama s prohloubenými charaktery.
Opera vznikla během jedenácti měsíců a v listopadu 1960 měla premiéru v Kyjevě. Brzy po premiéře byla představena v Moskvě na zájezdu kyjevského divadla v rámci třetí Dekády ukrajinského umění. Ohlas v tisku byl příznivý, operu chválil například skladatel Jurij Alexandrovič Šaporin v centrálním moskevském deníku Izvěstija a muzikolog Boris Michajlovič Jarustovskij o ní psal: „Je třeba říci přímo: již dávno jsme neslyšeli v inscenaci věnované sovětskému tématu takové bohatství melodií, takovou vokální šíři, jako v opeře Arsenal.“ Přestože Arsenal nepronikl trvale na jiná jeviště, v Kyjevě se hrál až do konce sovětského režimu. V současnosti je však kvůli obsahu obtížně inscenovatelný; někteří komentátoři hovoří o Majborodově „skladatelském renegátství“.
Arsenal je napsán v poměrně konzervativním hudebním stylu tzv. socialistického realismu, muzikolog Michail Semjonovič Druskin hovoří o „revolučně-hrdinské romantice“ a „zpěvné vokální melodice“. Jurij Stanševskyj vyzdvihuje „melodické bohatství“ a „harmonickou jednotu realistických a romantických barev“. Oproti sovětským operám 40. a 50. let se Majboroda odvrací od přílišné pompy a patetičnosti a soustředí se na vykreslení charakterů hrdinů („věrných synů svého lidu, plamenných bojovníků za jeho štěstí“ – Ju. Stanševskyj) a jejich vztahů. Rovněž se oprošťuje od jednoduché písňové opery předchozího období a v Arsenalu je zřejmá symfonizace, tedy důraz na orchestrální doprovod, i když opera neobsahuje žádná samostatné orchestrální epizody a vokální složka jasně převažuje. Různá prostředí jsou vystižena přiléhavými hudebními idiomy: „reakční“ síly charakterizuje církevní chorál nebo sentimentální měšťanská romance, všechny však zkreslené do ironické, groteskní polohy. Proti nim stojí síly charakterizované pomocí názvuků ukrajinského folklóru: jeho nositelem jsou ovšem lidoví hrdinové (Jaryna, Maksymova matka), ale především lid – totiž sbor. Sbor má různou úlohu: někdy charakterizuje lidové prostředí a tvoří pozadí konfrontace hrdinů, někdy hlavní dění komentuje, někdy do děje přímo vstupuje. V opeře se proto nachází řada masových (sborových) scén, v závěru opery je využita známá ruská dělnická píseň „Смело, товарищи, в ногу“ („Jen směle, soudruzi, k dílu“). Jak však svědčí rozhlasové nahrávky, obliby dosáhla zejména lyrická složka díla spojená s hlavním milostným trojúhelníkem: Maksymem, Marjanou a Jarynou, která je lyrickými scénami zvláště obdařena (duety s Maksymem, dramatický dialog s Marjanou, závěrečný dvouzpěv s Maksymovou matkou).
O opeře platí poznámky Virka Baleye v The New Grove Dictionary of Music and Musicians, že je „pečlivě napsaným dílem, které dokládá individuální, ačkoli úzkou, osobnost“ skladatele, a že v ní Majboroda „přesvědčivě ukazuje své značné melodické nadání, dobré, byť konvenční, porozumění orchestru a schopnost skládat v jasných a stručných hudebních strukturách“.

## Osoby a první obsazení
| osoba                              | hlasový obor               | premiéra              |
| ---------------------------------- | -------------------------- | --------------------- |
| Maksym, dělník v továrně „Arsenal“ | lyricko-dramatický baryton | Mykola Kondraťuk      |
| Oleksa, jeho mladší bratr          | tenor                      | Volodymyr Tymochin    |
| Jejich matka                       | mezzosoprán                | Larysa Rudenko        |
| Jaryna, Maksymova nevěsta          | lyricko-koloraturní soprán | Bela Rudenko          |
| Horbenko, petljurovský setník      | dramatický baryton         | Sergij Kozak          |
| Marjana, jeho sestra               | lyricko-dramatický soprán  | Lilija Lobanova       |
| Generál, velitel Kerenského vojsk  | bas                        | Volodymyr Matvějev    |
| Semko, náčelník Horbenkovy gardy   | bas                        | Georgij Krasulja      |
| Plukovník                          | baryton                    | Borys Puzin           |
| Opilý poručík                      | tenor                      | V. Gurov              |
| Esaul (rotmistr)                   | bas                        | V. Gerasymčuk         |
| Důstojník                          | tenor                      | T. Feoktystov         |
| Student-anarchista                 | baryton                    | Mychajlo Ševčenko     |
| Eser                               | tenor                      | Mykola Fokin          |
| Krasnogvardějec / Hajdamák         | bas                        | V. Šylov              |
| První, druhá stráž                 | němé úlohy                 | …                     |
| Dirigent:                          | Dirigent:                  | Veniamin Tolba        |
| Režie:                             | Režie:                     | Volodymyr Skljarenko  |
| Výprava:                           | Výprava:                   | Fedir Fedorovyč Nirod |

## Děj opery
Odehrává se v Kyjevě počátkem roku 1918.

### 1. dějství
(Prolog – Sál vojskem zabraného paláce v Kyjevě) V sále zasedá štáb vojska Prozatímní vlády. Vládne v něm bezradnost a panika: dělníci ze závodu „Arsenal“, podporující bolševiky, již obsadili většinu města. Jistý opilý poručík se netají tím, že již myslí jen na záchranu svého života, a generál hrozbami jen stěží udržuje mezi důstojnictvem pořádek. Nechává se ohlásit petljurovský setník Horbenko se svou sestrou Marjanou a nese bělogvardějcům atamanovu nabídku spojenectví. Generál je opovážlivým návrhem pohoršen, protože Kerenského vláda prohlásila Petljuru za zrádce a zločince. Ale vojenská situace jeho oddílu je bezvýchodná, takže mu nezbývá než souhlasit.
Je už však pozdě; je ohlášen parlamentář bolševických povstalců Maksym. Ten oznamuje,že palác je obklíčen povstalci – na důkaz zaznívá do oken dělnická píseň –, a vyzývá vojsko, aby se vzdalo. Generál se odchází poradit se štábem do vedlejší místnosti, nechávaje v sále Maksyma s Horbenkem a Marjanou. Horbenko a Maksym bývali kdysi dobří přátelé, nyní se však ocitli na opačných stranách fronty. Marjana, která je do Maksyma odedávna beznadějně zamilovaná, zažehnává svým úsilím jejich hádku a připomíná jim, že jsou oba synové jediné ukrajinské vlasti. Generál se vrací, přijímá ultimátum a dává vyvěsit bílou vlajku. Když všichni ostatní odejdou, zastřelí se.
(2. obraz – Park na břehu Dněpru) Arsenalci zvítězili, lidé si užívají slunného klidného dne. Mezi procházejícími se je i Maksym a jeho bratr Oleksa. Maksym je neklidný, protože podle zpráv sebral Petljura tři pluky vojska a táhne na Kyjev. Oleksa ho příliš neposlouchá a místo toho se chce účastnit zábavy. Objeví se i Maksymova snoubenka Jaryna, jinak služebná u Horbenků. Chce svého milého varovat, dozvěděla se totiž, že Horbenko a jeho tajní spojenci v Kyjevě se rozhodli pokusit odzbrojit pracující z „Arsenalu“ a jejich vůdce Maksyma zabít. Maksym bere varování vážně, ale upokojuje oddanou a srdnatou Jarynu. Oba milenci sní o budoucnosti, kdy budou moci nerušeně prožívat svou lásku.
V doprovodu dvou komických nápadníků, studenta-anarchisty a esaula, přichází přitažlivá Marjana. Když vidí Maksyma, zbavuje se svých průvodců a snaží se zjistit, zda k ní Maksym ještě něco cítí. Z nepříjemného hovoru revolucionáře vysvobodí znepokojivá zpráva: povstalci ztratili spojení s bolševickým Ústředním výborem, zjevně se něco chystá přímo v Kyjevě. Maksym běží dohlédnout na to, aby dělníkům byly rozdány zbraně. Rozzlobená Marjana ze msty koketuje s Oleksou.
V parku se střetávají demonstranti z různých stran: anarchisté, eseři, bolševici, petljurovci, bílí, a vzniká zmatek. Začíná útok petljurovců na „Arsenal“; neuspějí, ale podaří se jim zajmout Maksyma. Do Kyjeva právě dorazila ze vsi Maksymova a Oleksova matka, a stává se tak svědkem této události. Naříká nad synovým neštěstím, zatímco petljurovské oddíly se zmocňují celého města – až na „Arsenal“.

### 2. dějství
(3. obraz – Horbenkova kancelář) Horbenko se stal po vítězství nacionalistických vojsk náčelníkem kontrarozvědky v Kyjevě. Přichází k němu jeho služebná Jaryna a prosí za Maksymovo propuštění. To setník přirozeně nedovolí, nechává však Maksyma předvést. Horbenko je na chvíli povolán do štábu a nechává Maksyma pod dohledem Semka a dvou dalších strážných. Ukazuje se, že jsou všichni příznivci bolševiků a ochotni pomoci Maksymovi na svobodu. Horbenko se však brzy vrací i se sestrou. I Marjana prosí za Maksyma, avšak rovněž nadarmo. Teprve novina, že se dva petljurovské pluky bouří a požadují propuštění zajatců, přiměje Horbenka dát pokyn k Maksymovu propuštění. Potají však přikazuje Semkovi, aby Maksyma při východu z věznice zastřelil. Semko se vrací s historkou, že minul. Když se rozzlobený Herbenko chápe pistole a chce věc vyřídit sám, Semko a stráže jej odzbrojí.
(4. obraz – Před Horbenkovým domem) Horbenko ve svém bytě hostí pohlaváry petljurovského vojska; vedle pitky se zabývají plány na definitivní ovládnutí obleženého závodu „Arsenal“. Jaryna mezitím využívá nepozornosti vojáků a s jinými ženami propašovává ven střelivo a potraviny pro obležené dělníky. Marjana svou služku konfrontuje a žádá ji, aby se vzdala Maksyma. Jaryna jí ale dává bednu se střelivem a vyzývá Marjanu, aby – jestli jí na Maksymovi záleží – šla s nimi na barikády. Marjana si uvědomila, že patří do jiného světa, a nechává Jarynu jít.
Objevuje se Oleksa; proniknul sem v petljurovské uniformě, aby se dostal blíže k Marjaně, do které se zamiloval. Prořekne se jí, že dnes v noci se má Maksym vydat tajnou chodbou z „Arsenalu“ a přivést pomoc. – Když se objeví Horbenko, prosí jej Marjana, aby při útoku na továrnu uchránil Maksymův život. Bratr jí odpovídá, že to bude možné, pokud se Maksym vydá, a Marjana v domnění, že tím zachrání život svého bývalého milence, prozrazuje, co se dozvěděla od Oleksy.

### 3. dějství
(6. obraz – Kasemata „Kosyj Kaponyr“) Maksym v okovech očekává smrt; jeho dosavadní život se mu promítá před očima. Vchází Horbenko a činí Maksymovi nabídku: propustí ho, pokud vyzve arsenalce k zanechání odporu. Maksym odmítá a Horbenko jej – před Marjaninýma očima – zastřelí.
(7. obraz – Cesta podél Dněpru vedoucí z Kyjeva, mrazivé zimní ráno) Po cestě z města jde Jaryna; je ve smutném zamyšlení a vzpomíná na Maksyma a jeho poslední slova, jimiž jí sliboval brzké shledání. – O něco později tudy jdou zpět do rodné vesnice Oleksa a jeho matka. Oleksu trápí myšlenka, že mimoděk způsobil bratrovu smrt, a matka mu ukládá, aby napříště ve všem sledoval Maksymova vzoru. – Třetí, kdo jde po cestě, je Horbenko. Dostal za úkol ukrýt se před postupující Rudou armádou a pracovat ve skrytu pro nové protibolševické povstání. Do cesty mu náhle vstoupí Marjana a zahrne ho výčitkami, že ji svými řečmi o svobodné Ukrajině oklamal. Nakonec svého bratra zastřelí.
(Epilog) Do Kyjeva za jásotu obyvatel vstupuje Rudá armáda.

## Nahrávka
- 1960 (LP Melodija S 01061-66). Pěvecké obsazení stejné jako při premiéře, Sbor a orchestr Státního akademického divadla opery a baletu USSR T. H. Ševčenka řídí Lev Venedyktov.[9]